# 576. grenadirski polk (Wehrmacht)
576. grenadirski polk (izvirno nemško 576. Grenadier-Regiment; kratica 576. GR) je bil pehotni polk Heera v času druge svetovne vojne.

## Zgodovina
Polk je bil ustanovljen 15. oktobra 1942 s preimenovanjem 576. pehotnega polka; dodeljen je bil 305. pehotni diviziji. Uničen je bil januarja 1943 v Stalingradu.
Ponovno je bil ustanovljen 1. aprila 1943 v Bretaniji iz delov 879. grenadirskega polka.